# 1978-as Eurovíziós Dalfesztivál
Az 1978-as Eurovíziós Dalfesztivál volt a huszonharmadik Eurovíziós Dalfesztivál, melynek Franciaország fővárosa, Párizs adott otthont. A helyszín a párizsi Kongresszusi Palota volt.

## A résztvevők
Két év kihagyás után tért vissza Törökország. Először fordult elő, hogy Törökország és Görögország egyszerre vett részt a versenyen.
Dánia több, mint tízéves kihagyás után, az 1966-os Eurovíziós Dalfesztivál óta először csatlakozott a mezőnyhöz. Így először a verseny történetében húsz dal versenyzett.
Másodszor vett részt a versenyen a belga Jean Vallée (1970 után) és az 1974-ben Luxemburgot képviselő Ireen Sheer, aki ebben az évben a német színeket képviselte.
A verseny előtt nagy esélyesnek tartották a Luxemburgot képviselő Baccara nevű spanyol női duót, hiszen már korábban világsikerre tettek szert Yes Sir, I Can Boogie című dalukkal. Meglepetésre itt csak a 7. helyen végeztek.

## A verseny
Érdekesség, hogy ez még csak az első alkalom volt arra, hogy két műsorvezető volt.
A francia szervezők több újítással is próbálkoztak. Az ebben az évben használt pontozótábla volt az első, mely nem mechanikus volt, hanem a pontokat fénnyel tüntették fel. A dalok között a színpadra felvonulni készülő énekesekről mutattak képeket, így a nézők is láthatták a várakozás pillanatait. A szavazás alatt pedig a green roomban várakozó énekesek reakciót is mutatták. Ez utóbbi a későbbi versenyeken is szokássá vált.

## A szavazás
A szavazási rendszer megegyezett az 1975-ös versenyen bevezetettel. Minden ország a kedvenc 10 dalára szavazott, melyek 1-8, 10 és 12 pontot kaptak. A szóvivők a fellépési sorrendben hirdették ki a pontokat.
A szavazás a fellépési sorrendnek megfelelően zajlott: Írország volt az első szavazó és Svédország az utolsó. A szavazás során két ország váltotta egymást az élen: az első három zsűri pontjainak kihirdetése után még Belgium állt az élen, ezután Izrael vette át a vezetést, majd egyre növelve előnyét végül meggyőző fölénnyel nyert. A győztes dal hat zsűritől – svájci, belga, holland, török, német, luxemburgi – gyűjtötte be a maximális tizenkettő pontot. A legutolsóként szavazó svéd zsűri volt az egyetlen, amely nulla pontot adott az izraeli dalnak, amely így az 1975-ben bevezetett szavazási rendszerben az első olyan nyertes volt, amely nem kapott mindegyik zsűritől pontot.
Izrael először nyerte meg a versenyt, annak ellenére, hogy az izraeli delegáció vezetője, Rivka Michaeli bevallottan elégedetlen volt a dallal. A szavazás során sorozatban ötször kaptak 12 pontot, mely rekordnak számít. (1997-ben az Egyesült Királyság állította be ugyanezt a rekordot.) A győzelem problémát okozott a versenyt közvetítő – bár nem résztvevő – észak-afrikai és közel-keleti államokban. Mikor nyilvánvalóvá vált, hogy Izrael fog nyerni, a legtöbb arab tévé abbahagyta a verseny közvetítését. Például a jordán TV egy csokor nárcisz képét mutatta a szavazás helyett, később pedig bejelentették, hogy a belga dal – mely valójában a második helyen végzett – lett a győztes.
Franciaország 1976 és 1977 után sorozatban harmadszor kapott mindegyik zsűritől pontot, ami rekordnak számít. Az Egyesült Királyság több, mint húsz év versenyzés után először végzett az első tízen kívül, ezzel szemben Belgium szintén húsz év után először zárt dobogós helyen.
A norvég Jahn Teigen lett az első énekes, aki az új, 1975-ben bevezetett szavazási rendszerrel nulla pontot kapott. Ez volt az ötödik alkalom, hogy Norvégia az utolsó helyen végzett. Teigen még ebben az évben kiadott This Year's Loser (Az idei év vesztese) címmel egy albumot.

## Térkép

Részt vevő országok
Országok, melyek korábban részt vettek, de ebben az évben nem

## Eredmények
| #  | Ország             | Nyelv    | Előadó                      | Dal                                 | Magyar fordítás                      | Helyezés | Pontszám |
| -- | ------------------ | -------- | --------------------------- | ----------------------------------- | ------------------------------------ | -------- | -------- |
| 01 | Írország           | angol    | Colm C. T. Wilkinson        | Born to Sing                        | Éneklésre születve                   | 5.       | 86       |
| 02 | Norvégia           | norvég   | Jahn Teigen                 | Mil etter mil                       | Mérföld mérföld után                 | 20.      | 0        |
| 03 | Olaszország        | olasz    | Ricchi e Poveri             | Questo amore                        | Ez a szerelem                        | 12.      | 53       |
| 04 | Finnország         | finn     | Seija Simola                | Anna rakkaudelle tilaisuus          | Adj esélyt a szerelemnek             | 18.      | 2        |
| 05 | Portugália         | portugál | Gemini                      | Dai li dou                          | —                                    | 17.      | 5        |
| 06 | Franciaország      | francia  | Joël Prévost                | Il y aura toujours des violons      | Mindig lesznek hegedűk               | 3.       | 119      |
| 07 | Spanyolország      | spanyol  | José Vélez                  | Bailemos un vals                    | Keringőzzünk                         | 9.       | 65       |
| 08 | Egyesült Királyság | angol    | Co-Co                       | The Bad Old Days                    | A régi rossz napok                   | 11.      | 61       |
| 09 | Svájc              | francia  | Carole Vinci                | Vivre                               | Élni                                 | 9.       | 65       |
| 10 | Belgium            | francia  | Jean Vallée                 | L’amour ça fait chanter la vie      | A szerelem dalra fakasztja az életet | 2.       | 125      |
| 11 | Hollandia          | holland  | Harmony                     | ’t Is OK                            | Rendben van                          | 13.      | 37       |
| 12 | Törökország        | török    | Nilüfer és Nazar            | Sevince                             | Öröm                                 | 18.      | 2        |
| 13 | Németország        | német    | Ireen Sheer                 | Feuer                               | Tűz                                  | 6.       | 84       |
| 14 | Monaco             | francia  | Caline és Olivier Toussaint | Les jardins de Monaco               | Monaco kertjei                       | 4.       | 107      |
| 15 | Görögország        | görög    | Tania Tsanaklidou           | Charlie Chaplin                     | —                                    | 8.       | 66       |
| 16 | Dánia              | dán      | Mabel                       | Boom Boom                           | Bumm bumm                            | 16.      | 13       |
| 17 | Luxemburg          | francia  | Baccara                     | Parlez-vous français?               | Ön beszél franciául?                 | 7.       | 73       |
| 18 | Izrael             | héber    | Izhar Cohen & Alphabeta     | A-Ba-Ni-Bi                          | Sze-ret-lek                          | 1.       | 157      |
| 19 | Ausztria           | német    | Springtime                  | Mrs. Caroline Robinson              | —                                    | 15.      | 14       |
| 20 | Svédország         | svéd     | Björn Skifs                 | Det blir alltid värre framåt natten | Éjszaka mindig rosszabb lesz         | 14.      | 26       |

## Ponttáblázat
|                    | Zsűrik   | Zsűrik   | Zsűrik      | Zsűrik     | Zsűrik     | Zsűrik        | Zsűrik        | Zsűrik             | Zsűrik | Zsűrik  | Zsűrik    | Zsűrik      | Zsűrik      | Zsűrik | Zsűrik      | Zsűrik | Zsűrik    | Zsűrik | Zsűrik   | Zsűrik     | Zsűrik |
| Össz               | Írország | Norvégia | Olaszország | Finnország | Portugália | Franciaország | Spanyolország | Egyesült Királyság | Svájc  | Belgium | Hollandia | Törökország | Németország | Monaco | Görögország | Dánia  | Luxemburg | Izrael | Ausztria | Svédország |        |
| ------------------ | -------- | -------- | ----------- | ---------- | ---------- | ------------- | ------------- | ------------------ | ------ | ------- | --------- | ----------- | ----------- | ------ | ----------- | ------ | --------- | ------ | -------- | ---------- | ------ |
| Írország           | 86       |          | 12          |            | 3          |               | 5             |                    |        | 7       | 10        |             | 10          | 5      |             | 10     |           | 10     |          | 6          | 8      |
| Norvégia           | 0        |          |             |            |            |               |               |                    |        |         |           |             |             |        |             |        |           |        |          |            |        |
| Olaszország        | 53       | 10       | 6           |            |            | 1             | 4             | 8                  | 6      | 1       | 1         |             | 1           | 2      | 8           | 2      |           | 3      |          |            |        |
| Finnország         | 2        |          | 2           |            |            |               |               |                    |        |         |           |             |             |        |             |        |           |        |          |            |        |
| Portugália         | 5        |          |             | 4          |            |               |               | 1                  |        |         |           |             |             |        |             |        |           |        |          |            |        |
| Franciaország      | 119      | 6        | 3           | 10         | 2          | 2             |               | 5                  | 8      | 6       | 8         | 6           | 4           | 10     | 5           | 8      | 8         | 1      | 5        | 12         | 10     |
| Spanyolország      | 65       |          |             |            | 7          |               |               |                    |        | 8       | 2         | 4           | 7           |        | 4           | 6      | 12        | 2      | 6        | 7          |        |
| Egyesült Királyság | 61       | 3        |             |            |            | 6             | 2             | 3                  |        | 2       | 4         | 2           | 6           | 8      | 7           | 3      |           | 5      | 2        | 5          | 3      |
| Svájc              | 65       |          | 5           | 1          | 1          |               | 7             | 4                  | 2      |         | 7         | 8           |             | 6      | 2           |        | 3         | 8      | 1        | 10         |        |
| Belgium            | 125      | 12       | 7           | 6          | 6          | 4             | 12            | 2                  | 12     | 10      |           | 5           |             | 3      | 12          | 12     |           | 7      | 7        | 4          | 4      |
| Hollandia          | 37       |          |             | 5          |            |               |               |                    | 3      |         |           |             |             | 4      | 1           |        | 5         | 6      | 12       |            | 1      |
| Törökország        | 2        |          | 1           |            |            |               |               |                    | 1      |         |           |             |             |        |             |        |           |        |          |            |        |
| Németország        | 84       | 1        |             | 3          | 12         | 7             |               | 10                 |        | 3       | 5         | 7           | 8           |        | 10          | 7      | 1         |        | 3        |            | 7      |
| Monaco             | 107      | 4        | 4           | 7          | 8          | 5             | 1             |                    | 10     | 5       | 6         | 10          | 5           | 7      |             | 4      | 10        |        | 8        | 1          | 12     |
| Görögország        | 66       | 7        |             | 2          | 5          | 8             | 10            | 7                  |        | 4       |           |             |             |        |             |        | 4         | 4      | 10       | 3          | 2      |
| Dánia              | 13       |          |             |            |            |               | 6             |                    |        |         |           | 1           |             |        |             |        |           |        | 4        | 2          |        |
| Luxemburg          | 73       | 2        |             | 12         |            | 12            |               | 12                 | 7      |         | 3         | 3           | 2           |        | 6           | 1      | 7         |        |          |            | 6      |
| Izrael             | 157      | 8        | 8           | 8          | 10         | 10            | 8             | 6                  | 5      | 12      | 12        | 12          | 12          | 12     | 3           | 5      | 6         | 12     |          | 8          |        |
| Ausztria           | 14       |          |             |            |            | 3             |               |                    |        |         |           |             | 3           | 1      |             |        | 2         |        |          |            | 5      |
| Svédország         | 26       | 5        | 10          |            | 4          |               | 3             |                    | 4      |         |           |             |             |        |             |        |           |        |          |            |        |

## Visszatérő előadók
| Előadó                                 | Ország      | Előző év(ek)                |
| -------------------------------------- | ----------- | --------------------------- |
| Jean Vallée                            | Belgium     | 1970                        |
| Ireen Sheer                            | Németország | 1974 (Luxemburg színeiben)  |
| Norbert Niedermayer (Springtime tagja) | Ausztria    | 1972 (Milestones tagjaként) |